# Тепляшин, Анатолий Алексеевич
Анато́лий Алексе́евич Тепля́шин (род. 9 июля 1951, село Беляевка, Оренбургская область) — поэт и публицист, автор пяти поэтических книг и многочисленных поэтических сборников, член Союза писателей СССР, ныне — России.

## Биография

### Детство
Поэт Анатолий Алексеевич Тепляшин родился 9 июля 1951 года в селе Беляевка Оренбургской области. Раннее детство прошло в селе Гирьял Беляевского района. В этом селе жили все его родственники: два дедушки, две бабушки, дяди, тёти, двоюродные братья и сёстры.
Отец Анатолия, Алексей Аркадьевич Тепляшин, после службы на флоте по путёвке комсомола был направлен на работу в Беляевский районный отдел милиции. Работал участковым милиционером, обслуживал почти все сёла района. Мать Анатолия, Александра Петровна, занималась хозяйством и воспитывала двух сыновей. В 1954 году, когда Толе было три года, в семье произошло горе — умер младший брат Толи Коля. Ему не было и двух лет. В этом же году отцу Толи предложили новую работу, на выбор в трёх городах: Оренбурге, Медногорске и Новотроицке. Выбор пал на Новотроицк. Жили сначала на Стройгородке, а потом получили комнату на улице Льва Толстого. Комната была небольшая. В квартире жило ещё две семьи. Алексей Аркадьевич работал в городском отделе милиции, а Александра Петровна в детской комнате милиции.
После жизни в деревне город показался Толе огромным. Здесь были даже пятиэтажные дома. По улице ездили трамваи и автобусы, на улицах всегда было много людей.
Очень красивой казалась Толе улица Пушкина. Он много гулял по ней, катался на велосипеде, играл с друзьями в разные игры. Особенно красивой улица Пушкина была осенью. Вся в жёлтых и багровых листьях. Потом, много позже, Анатолий Тепляшин напишет об этой улице:

Осенних листьев праздничного цвета

Рассыпаны, разбросаны по свету,

Особенно на улице вот этой

Их больше, может, чем в любом саду.

По улице великого поэта

По листьям, как по воздуху, иду…

### Юность
В 1957 году семья Тепляшиных переехала на улицу Севастопольская и прожила на этой улице 25 лет. Отсюда Толя и пошел в первый класс.
Учился в средней школе № 1. К учёбе относился серьёзно. Особенно нравились ему литература, история, русский язык, обществоведение. Его любимой учительницей была Ирина Петровна Фабрициева, которая преподавала русский язык и литературу.
В школьные годы Толя вместе с друзьями часто ходил в походы, занимался в спортивных секциях, в драматическом кружке Дворца культуры металлургов. Стихи писать начал очень рано. Всё время что-то сочинял, фантазировал, придумывал невероятные истории и рассказывал их своим школьным друзьям, двоюродным братьям и сестрам.
Когда Толя учился в девятом классе, Ирина Петровна Фабрициева посоветовала ему пойти на собрание литературной группы при газете «Гвардеец труда». В 1966 году было напечатано в газете первое стихотворение Тепляшина.

### Молодость
Окончил среднюю школу № 1 Анатолий Тепляшин в 1968 году. В 1969 году призван на службу в Военно-Морской флот. Служил на Балтике, в бригаде ракетных катеров. Но начинал службу на Черноморском флоте. Когда-то в 1945 году в Севастополе служил отец, Алексей Аркадьевич, поэтому встреча с Севастополем была для Анатолия не совсем обычной — в памяти всплывали рассказы отца о трудных военных и послевоенных годах. Позднее на эту тему было написано стихотворение «Севастополь».
… Так вот он, таинственный город

Мальчишеской зыбкой мечты,

С названьем летящим и гордым -

Каким же окажешься ты?
После прохождения воинской службы три года работал на рыболовецких судах в Атлантике. Побывал в нескольких иностранных портах: во французском городе Бреете, в английском городе Плинуте, в шотландском городе Абердине, где жили когда-то поэт Байрон и писатель Стивенсон.
Об этих годах своей жизни Анатолий Тепляшин написал много стихотворений, часть которых вошло в первую книгу поэта «Открытый океан».
В 1975 году Анатолий вернулся в Новотроицк. Работал на заводе хромовых соединений, затем на силикатном заводе. Учительствовал в вечерней школе и ПТУ.
В 1990 году избран депутатом городского Совета. Работал руководителем депутатского пресс-центра, затем членом малого Совета, затем специалистом комитета по культуре администрации города Новотроицка. В настоящее время зав. отделом культуры городской газеты «Гвардеец труда».

## Творчество Тепляшина

### Публикация
Кроме авторских изданий, стихи А. А. Тепляшина опубликованы в более чем сорока коллективных сборниках: «И дым Отечества», «Сенокосы», «Турнир», «Спасенная весна», двухтомник «Песнь любви», «Вечный берег» (Два века поэзии Оренбуржья), «Они прилетят», «Родительский день» (Поэзия и проза оренбургских писателей) «Высокие купола». «Чувство экипажа» и многих других, а также в антологиях века « Русская поэзия. XX век» и «Русская поэзия, XXI век».
Его стихи и литературные очерки публиковались также в газетах: «Советская Россия», «Труд». «Комсомольская правда», «Литературная Россия», «Московский писатель», «Южный Урал», «Оренбуржье», «Вечерний Оренбург» в журналах и альманахах: «Истоки», «Поэзия», «Литературная учёба», «Гостиный двор» (Оренбург), «Каменный пояс», «Октябрь». «Москва», Берега Тавриды" (Крым), «Океан» (Мурманск) и других.

### Литературная работа
Анатолий Алексеевич Тепляшин ведёт в Новотроицке и в области большую литературно-общественную работу. Более 20 лет он является бессменным руководителем городского литературного объединения. За эти годы при его непосредственном участии выпущены десятки книг местных авторов, некоторые из них стали членами Союза писателей России. Кроме меня это Л А. Баева, П. К. Данилов, В. А. Макуров.
Начиная с 2001 года, А. А. Тепляшин является автором-составителем Новотроицкого литературно-художественного и общественно-политического альманаха «Вечерние огни», в котором публикуются произведения новотроицких поэтов и прозаиков, краеведческие очерки и очерки о людях города. На сегодняшний день выпущено уже 10 номеров этого издания В 2005 году к 60-летнему юбилею Новотроицка была издана большая книга «Новотроицк: город и люди», автором-составителем которой является А. А. Тепляшин. Ещё одной стороной деятельности А. А. Тепляшина является сценарная работа. Более 20 лет по его сценариям проводятся все значительные городские праздники (День Победы, День города, новогодние мероприятия и т. д.) на сцене Дворца культуры металлургов, на стадионах и других сценических площадках. Многие его спектакли прочно вошли в репертуар народного театра драмы Дворца культуры металлургов.

## Произведения А. А. Тепляшина
- Тепляшин А. А. Открытый океан / Предисл. И. Шкляревского. — М.: Молодая гвардия, 1984. — 31 с. — (Молодые голоса). — 15 000 экз.
- Тепляшин А. А. Вьюжный Урал : стихи / ред. А. Ф. Камнев; худ. О. В. Конюхова. — Челябинск : Юж.-Урал. кн. изд-во, 1989. — 68 с
- Тепляшин А. А. Горящее озеро : стихи / ред. В. П. Перкин. — М. : Моск. писатель : Носта, 1994. — 144 с
- Тепляшин А. А. Искра во мгле : стихи / ред. В. М. Щетинников. — Калуга : Золотая аллея, 1994. — 64 с
- Мы из России XX века : сборник произведений оренбургских авторов / сост.: Н. Ф. Корсунов, П. Н. Краснов, Г. Ф. Хомутов. — Оренбург : ООО Печатный дом «Димур», 2007. — 374 с
- Они прилетят! : антология современной поэзии и прозы Оренбуржья / сост. Г. Ф. Хомутов. — Калуга : Золотая аллея, 2002. — 639 с
- Помнит мир спасенный / сост. Г. Ф. Хомутов; ред. Л. П. Петрова, Л. Р. Муратшина; дизайнер Г. Н. Алпатов. — Оренбург : Оренбургская книга, 2005. — 639 с.
- Родительский день : поэзия и проза оренбургских писателей / ред.- сост. и автор предисл. П. Н. Краснов; послесл. В. Н. Рагузин . — Оренбург : Совесть, 2000. — 252 с. : ил.
- У поэзии в плену : сб. стихов местных поэтов : [для сред. и ст. шк. возраста]. — Оренбург ; Беляевка : Пресса, 2002. — 98, [1] с
- Утро Победы : сборник / сост. Г. Ф. Хомутов. — Оренбург : Димур, 2010. — 444 с[1].